# Europejskie Igrzyska Halowe w Lekkoatletyce 1969 – bieg na 50 m kobiet
Bieg na 50 metrów kobiet – jedna z konkurencji biegowych rozgrywanych podczas lekkoatletycznych europejskich igrzysk halowych w hali Palac Lodowy w Belgradzie. Eliminacje i bieg finałowy zostały rozegrane 9 marca 1969. Zwyciężyła reprezentantka Polski Irena Szewińska. Tytułu z poprzednich igrzysk nie obroniła Sylviane Telliez z Francji, która tym razem zdobyła srebrny medal.

## Rezultaty

### Eliminacje
Rozegrano 3 biegi eliminacyjne, do których przystąpiło 15 biegaczek. Awans do finału dawało zajęcie jednego z pierwszych dwóch miejsc w swoim biegu (Q). Skład finału uzupełniła zawodniczka z najlepszym czasem wśród przegranych (q).
Opracowano na podstawie materiału źródłowego.
Bieg 1
| Miejsce | Zawodniczka       | Czas | Uwagi |
| ------- | ----------------- | ---- | ----- |
| 1       | Irena Szewińska   | 6,5  | Q     |
| 2       | Madeleine Cobb    | 6,5  | Q     |
| 3       | Galina Kuzniecowa | 6,6  | q     |
| 4       | Marijana Lubej    | 6,7  |       |
| 5       | Hannah Kleinpeter | 6,8  |       |

Bieg 2
| Miejsce | Zawodniczka      | Czas | Uwagi |
| ------- | ---------------- | ---- | ----- |
| 1       | Karin Balzer     | 6,6  | Q     |
| 2       | Eva Putnová      | 6,6  | Q     |
| 3       | Galina Bucharina | 6,7  |       |
| 4       | Aurelia Petrescu | 6,7  |       |
| 5       | Inge Aigner      | 7,0  |       |

Bieg 3
| Miejsce | Zawodniczka        | Czas | Uwagi |
| ------- | ------------------ | ---- | ----- |
| 1       | Sylviane Telliez   | 6,5  | Q     |
| 2       | Urszula Jóźwik     | 6,6  | Q     |
| 3       | Györgyi Balogh     | 6,6  |       |
| 4       | Ljiljana Petnjarić | 6,7  |       |
| 5       | Sneżana Jurukowa   | 6,7  |       |

### Finał
Opracowano na podstawie materiału źródłowego.
| Miejsce | Zawodniczka       | Czas |
| ------- | ----------------- | ---- |
| 1       | Irena Szewińska   | 6,4  |
| 2       | Sylviane Telliez  | 6,5  |
| 3       | Madeleine Cobb    | 6,5  |
| 4       | Galina Kuzniecowa | 6,5  |
| 5       | Urszula Jóźwik    | 6,5  |
| 6       | Karin Balzer      | 6,6  |
| 7       | Eva Putnová       | 6,6  |